# Xã đặc quyền Fruitport, Michigan
Xã Fruitport (tiếng Anh: Fruitport Township) là một xã thuộc quận Muskegon, tiểu bang Michigan, Hoa Kỳ. Năm 2010, dân số của xã này là 13.598 người.